# Borís Skvortsov (militar)
Borís Mijaílovich Skvortsov (en ruso: Борис Михайлович Скворцов; Samara, Imperio ruso, 10 de julio de 1902 – Mary, Unión Soviética, 12 de mayo de 1946) fue un oficial militar soviético que combatió durante la Segunda Guerra Mundial en las filas del Ejército Rojo, donde alcanzó el grado militar de mayor general (1943). Durante la guerra estuvo al mando del 5.º Cuerpo Mecanizado de la Guardia que comandó durante la ofensiva del Dniéper-Cárpatos

## Biografía

### Infancia y juventud
Borís Skvortsov nació el 10 de julio de 1902 en Samara en la gobernación de Samara —entonces parte del Imperio ruso, actualmente ubicada en el Óblast de Samara en Rusia—. Durante la guerra civil rusa, se unió a un destacamento partisano organizado por el Partido Comunista de la Gobernación de Ufá en agosto de 1919. Con el destacamento partidista y luego con la 2.ª División Consolidada de V. M. Azin, luchó contra las fuerzas del almirante Aleksandr Kolchak en la región de Ufá, Agriz e Izhevsk. En mayo de 1920, se convirtió en cadete en el 2.º Curso de Ametralladoras de Volsk y después de su graduación en noviembre asumió el puesto de comandante de pelotón y compañía de la 3.ª Brigada de Reserva del Frente Sur en Rostov del Don, posteriormente, desde abril de 1921 estuvo en la 329.ª Regimiento de fusileros de la Brigada Independiente del Terek en Piatigorsk. Desde agosto de 1921 se desempeñó como subjefe de la militsiya ferroviaria en la estación de Samara y, desde octubre de ese mismo año, trabajó para la Checa en el sector del transporte en Omsk.

### Periodo de entreguerras
En marzo de 1922, después del final de la guerra civil, fue transferido al Lejano Oriente soviético, donde sirvió en el Ejército Revolucionario Popular de la República del Extremo Oriente como jefe del destacamento de ametralladoras del 2.º Batallón Fronterizo. Desde agosto de ese mismo año, sirvió en el 3.º Regimiento de Verjneúdinsk de la 1.ª División de Fusileros del Pacífico, y a finales de ese año luchó con su unidad en la campaña para liberar Primorie y Vladivostok de la ocupación japonesa. Posteriormente, sirvió en el regimiento como comandante de pelotón, jefe del destacamento de ametralladoras y comandante de compañía de ametralladoras. Durante este período, completó el curso de actualización de seis meses para comandantes del 5.º Ejército en Chita en 1924 y se graduó en los cursos de perfeccionamiento de Tiro-táctico del personal de mando del Ejército Rojo conocidos como curso «Výstrel» destinado a entrenar oficiales de batallón y regimiento para la infantería soviética en 1929.
Durante el conflicto sino-soviético de 1929, el regimiento fue desplegado en la frontera con China. Skvortsov se desempeñó como subjefe y jefe de Estado Mayor interino del 61.º Regimiento de Fusileros de Osa de la 21.ª División de Fusileros de Perm del Distrito Militar de Siberia en Tomsk desde noviembre de 1930.
En mayo de 1932, fue enviado a estudiar al Curso de Perfeccionamiento de las Fuerzas Motorizadas y Mecanizadas del Ejército Rojo en Moscú en la Academia Militar de Mecanización y Motorización, y después de su graduación ese mismo año sirvió allí como instructor de táctica. En 1933 se graduó en el Curso de Perfeccionamiento para Oficiales del Ejército Rojo en Moscú antes de ser transferido al Curso de Perfeccionamiento para Personal Técnico y de Mando de Nivel Superior y Medio de Kazán en enero de 1934. En este último, se desempeñó como instructor de táctica, jefe de curso y comandante de la compañía. Durante este período, Skvortsov se graduó en la Academia Militar de Mecanización y Motorización en 1936.
Desde mayo de 1937, Skvortsov estuvo al mando de un batallón de tanques independiente de la 7.ª Brigada Motorizada del 57.º Cuerpo Especial y en agosto de 1938 fue nombrado subcomandante de la brigada para la sección técnica. En noviembre de 1938 fue transferido a la 11.ª Brigada de Tanques Ligeros para servir como subcomandante de personal. Con la brigada, luchó en las batallas de Jaljin Gol y por su «coraje y heroísmo» en la batalla recibió la Orden de Lenin el 17 de noviembre de 1939 y la Orden de la Bandera Roja de la República Popular de Mongolia el 21 de septiembre de 1939. En octubre de 1939 se desempeñó como inspector de las fuerzas motorizadas y blindadas del 1.er Grupo de Ejércitos, que se utilizó para formar el 17.º Ejército. El 10 de agosto de 1940, fue nombrado comandante de la 11.ª Brigada de Tanques Ligeros del Distrito Militar de Transbaikal y posteriormente, en marzo de 1941, tomó el mando de la 61.ª División de Tanques del 29.º Cuerpo Mecanizado.

### Segunda Guerra Mundial
Al inicio de la invasión alemana de la Unión soviética, en junio de 1941, el entonces coronel Skvortsov se encontraba al mando de la 61.ª División de Tanques y permaneció en este puesto hasta junio de 1942, cuando fue nombrado subcomandante del 17.º Ejército para fuerzas blindadas. Durante este período, el ejército estaba acantonado en Mongolia con el objetivo prioritario de proteger las fronteras de la Unión Soviética y Mongolia de un posible ataque del Ejército de Kwantung japonés. Ascendido a mayor general de las fuerzas de tanques el 7 de febrero de 1943.
El 16 de febrero de 1943, fue nombrado comandante del 7.º Cuerpo Mecanizado, que se estaba formando en el Distrito Militar de Moscú, y el 2 de marzo, se convirtió en comandante del 5.º Cuerpo Mecanizado de la Guardia, el cual estaba incluido en el 5.º Ejército de Tanques de la Guardia, el cuerpo se distinguió en la Batalla de Kursk. Como parte de un destacamento combinado, jugó un papel importante en la destrucción del III Cuerpo Panzer alemán en la región de Rzhavets, al norte de Bélgorod. Durante la operación ofensiva Bélgorod-Járkov, el cuerpo avanzó hasta 120 km, luchando como parte del grupo móvil del Frente de Vorónezh, asegurando la captura de Járkov por las fuerzas principales del ejército. De octubre a diciembre, el cuerpo tomó parte en intensos combates para ampliar la cabeza de puente en el Dniéper, al sureste de Kremenchuk. Posteriormente, el cuerpo participó en la ofensiva de Kirovogrado, la ofensiva de Korsun-Cherkasy y la ofensiva de Uman-Botoșani (todas ellas parte de la más amplia ofensiva del Dniéper-Cárpatos, lanzada por el Ejército Rojo para liberar Ucrania). Durante estas acciones, el cuerpo avanzó más de 500 km en combates, atravesando los ríos Bug, Dniéster y Prut, y aseguró la captura de Kirovogrado, Uman y otras localidades ucranianas.
Desde principios de junio de 1944 hasta marzo de 1945, el cuerpo estuvo en la Reserva del Alto Mando Supremo (Stavka), luego, en abril de 1945, el cuerpo fue incluido en el 4.º Ejército de Tanques de la Guardia del Primer Frente Ucraniano. Durante la ofensiva, el cuerpo rompió las defensas alemanas en la región de Jüterbog, asegurando la entrada de las fuerzas principales del ejército. Prosiguió la ofensiva en dirección a Treuenbrietzen, donde liberó un campo de concentración y un gran número de prisioneros de guerra. Por las exitosas operaciones militares del cuerpo para capturar la ciudad de Treuenbrietzen y el coraje y el heroísmo mostrados, recibió la Orden de Suvórov de 2.do grado. Desde mediados de abril, estuvo a disposición del Comandante en Jefe de las Fuerzas Blindadas y Mecanizadas del Ejército Rojo.

### Posguerra
Después del final de la guerra, fue hospitalizado para recibir tratamiento de una enfermedad, de la que murió el 12 de mayo de 1946 en la ciudad de Mary en la RSS de Turkmenistán.

## Promociones
- Mayor general de Blindados (7 de febrero de 1943)[3]

## Condecoraciones
A lo largo de su carrera militar, Borís Skvortsov recibió las siguientes condecoraciones militares
|  | Orden de Lenin, dos veces (17 de noviembre de 1939 y 21 de febrero de 1945)          |
|  | Orden de la Bandera Roja, dos veces (22 de febrero de 1944 y 3 de noviembre de 1944) |
|  | Orden de Suvórov de 2.do grado (27 de agosto de 1943)                                |
|  | Medalla del 20.º Aniversario del Ejército Rojo de Obreros y Campesinos (1938)        |
|  | Orden de la Bandera Roja (Mongolia; 1939)                                            |